# Rocca Bianca (Venise)
 (février 2023).
Rocca Bianca, également connue sous le nom de Palazzo Trevisan, est un bâtiment historique de Venise situé sur l'île de la Giudecca,,.

## Histoire

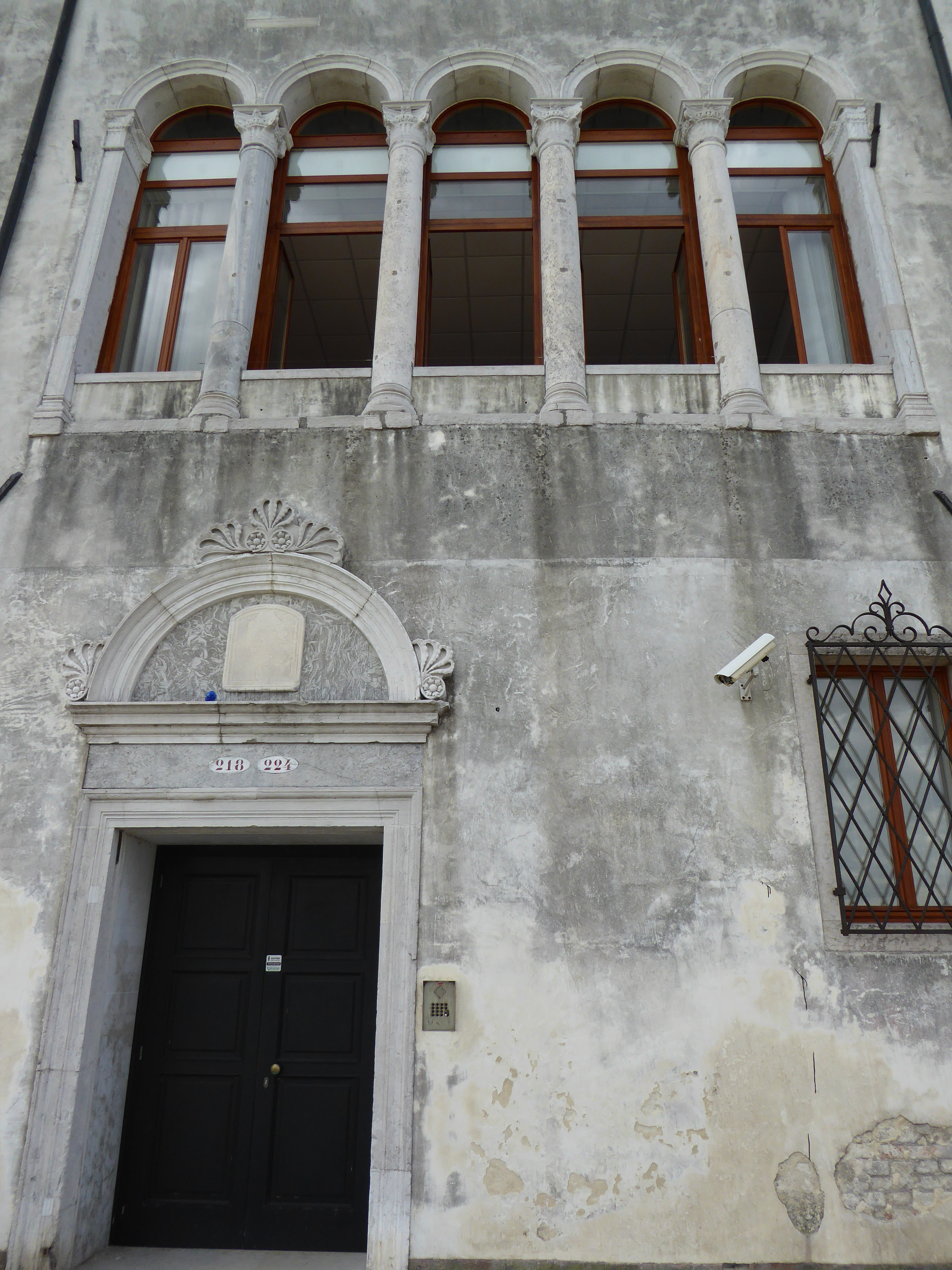
Loggia en façade.

Le bâtiment seigneurial a été construit vers la fin du XVe siècle par la famille Visconti de Milan et ses armoiries sont toujours conservées dans la cour. Plus tard, il est entré dans les possessions de la famille Foscolo et à partir de 1832, il appartenait à l'importante famille vénitienne Baffo,.

## Description
La façade principale de la bâtisse est de style Renaissance et donne sur le canal de la Giudecca. Le détail le plus intéressant est la loggia en marbre située à l'étage noble, au-dessus du portail d'accès. Datant des temps anciens, un grand jardin  a ensuite été utilisé pour les établissements de construction navale,.